# سدیم بنزوئیک اسید
سدیم بنزوئیک اسید (به انگلیسی: Sodium benzoate) با فرمول شیمیایی NaC۷H۵O۲ یک ترکیب شیمیایی با شناسه پاب‌کم ۵۱۷۰۵۵ است؛ که جرم مولی آن ۱۴۴٫۱۱ g/mol است. این ماده نمک اسید بنزوئیک است و به همین شکل محلول در آب است. می‌توان آن را از ترکیب هیدروکسید سدیم و اسید بنزوئیک تولید کرد.

## مصارف
سدیم بنزوات یک مادهٔ نگهدارندهٔ غذایی است و در محیط اسیدی از فعالیت باکتری‌ها و قارچ‌ها جلوگیری می‌کند. این ماده بیش از همه در غذاهای اسیدی مثل چاشنی‌های سالاد (سرکه)، نوشابه‌های گازدار (اسید کربنیک)، مرباها و آبمیوه‌ها (اسید سیتریک)، ترشی‌جات (سرکه)، و سس‌ها استفاده می‌شود. همچنین در مواد دیگر مانند برخی داروها و شامپوها نیز به کار می‌رود. سدیم بنزوات را بر روی محصول با همین نام یا E211 مشخص می‌کنند.

این ماده همچنین در مواد آتش‌بازی به عنوان سوخت ترقه‌های موشکی به‌کار می‌رود زیرا به‌سرعت می‌سوزد و صدای سوت تولید می‌کند.

بنزوات سدیم از خنثی‌سازی اسید بنزوئیک توسط هیدروکسید سدیم حاصل می‌شود.
  اسید بنزوئیک به مقادیر کم در آلو، گوجه، دارچین، میخک، و سیب یافت می‌شود. با این که اسید بنزوئیک نگهدارندهٔ مؤثرتری است اما معمولاً از بنزوات سدیم به عنوان نگهدارنده غذایی استفاده می‌شود زیرا اسید بنزوئیک به‌خوبی در آب حل نمی‌شود. غلظت مجاز به عنوان نگهدارنده غذایی توسط FDA به 0٫1٪ وزنی محدود شده‌است. برنامهٔ بین‌المللی ایمنی شیمیایی برای دزهای 647–825 mg/kg وزن بدن در روز تأثیر منفی‌ای شناسایی نکرد.

گربه‌ها تحمل خیلی کمتری در مقابل اسید بنزوئیک و نمک‌های آن نسبت به موش‌ها دارند. با این حال بنزوات سدیم به‌عنوان افزودنی در غذای حیوانات تا مقادیر 0٫1٪ توسط  AFCO  مجاز اعلام شده‌است.

## مکانیسم نگهدارندگی غذا
این مکانیسم با جذب اسید بنزوئیک توسط سلول آغاز می‌شود. اگر PH سلول به مقادیر ۵ یا کمتر کاهش یابد فرایند تخمیر گلوکز توسط فسفوفروکتوکیناس تا ۹۵٪ کاهش می‌یابد.

## سلامتی و ایمنی
بنزوات سدیم و بنزوات پتاسیم در ترکیب با اسید آسکوربیک (ویتامین ث، E۳۰۰) تولید بنزن می‌کنند، که یک سرطان‌زای شناخته‌شده است. با این حال، مقادیر آن کمتر از میزانی است که خطرناک شناخته می‌شود. حرارت، نور و زمان نگهداری می‌توانند بر نرخ تولید بنزن تأثیرگذار باشند.
پیتر پایپر استاد دانشگاه شفیلد معتقد است که بنزوات سدیم به تنهایی می‌تواند به اجزای حیاتی DNA در میتوکندری سلول آسیب برساند و آن‌ها را غیرفعال کند. میتوکندری در سلول در تولید انرژی نقش دارد و اگر آسیب ببیند سلول مختل شده و ممکن است وارد آپوپتوز شود. بیماری‌های زیادی امروزه به آسیب DNA نسبت داده می‌شود مانند پارکینسون و سایر بیماری‌های نابودی مغز و اعصاب (آلزایمر، هانتینگتون و …)، و از همه مهتر، کلاً فرایند پیری.

### بیش‌فعالی
مقاله‌ای که در سال ۲۰۰۷م برای آژانس استاندارد غذایی (FSA) در انگلیس منتشر شد بیان کرد که برخی رنگ‌های مصنوعی هنگامی که بنزوات سدیم همراه شود می‌تواند با رفتار بیش‌فعالی در ارتباط باشد.
جیم استیونسن استاد دانشگاه ساثمپتن و نویسنده‌ای این مقاله می‌گوید: «این یک تحقیق عمده بوده است که روی موضوع مهمی انجام شده است. نتایج نشان می‌دهد که ترکیبات خاصی از رنگ‌های غذایی مصنوعی و نگهدارنده‌غذایی بنزوات سدیم با افزایش رفتار بیش‌فعالی در کودکان در ارتباط است. اما والدین نباید گمان کنند که با حذف این افزودنی‌ها از غذای کودکان از بروز اختلال بیش‌فعالی جلوگیری می‌شود. ما می‌دانیم که عوامل دیگری هم نقش دارند اما این حداقل چیزی است که کودک می‌تواند از آن اجتناب کند»."
با بررسی‌های بیشتر توسط FSA چنین به‌نظر می‌رسید که فقط رنگ‌های خاصی در این مشکل نقش دارند.
در ۱۰ آوریل ۲۰۰۸ آژانس استاندارد غذایی خواستار حذف داوطلبانهٔ رنگ‌ها (اما نه بنزوات سدیم) تا پایان سال ۲۰۰۹ میلادی شد. به‌علاوه پیشنهاد کرد که اقدامی برای حذف تدریجی این مواد از غذاها و نوشیدنی‌ها در سطح اتحادیه‌ی اروپا در طی زمانی معین باید صورت گیرد.
در پاسخ به تأکید مصرف‌کنندگان بر محصولات طبیعی و ارتباط E۲۱۱ با تخریب DNA و ADHA (اختلال کم‌توجهی - بیش‌فعالی) شرکت کوکاکولا در حال حذف بنزوات سدیم از کوکای رژیمی است. این شرکت همچنین اعلام کرده است که قصد دارد E۲۱۱ را به محض این که جایگزین مناسبی برای آن یافت شود از سایر محصولات خود—از جمله اسپرایت، فانتا و اویسیس—نیز حذف کند.